# Conquista normanda de Gales

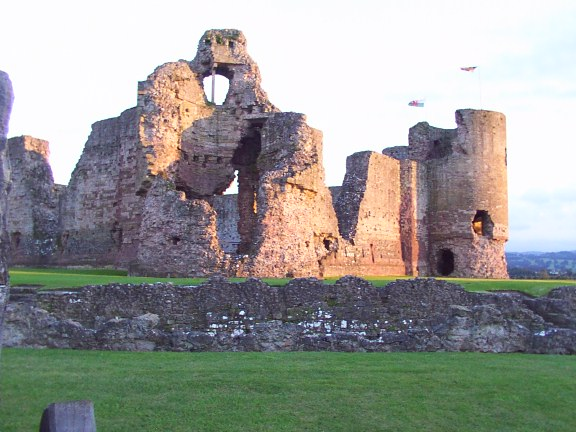
Restos del castillo de Rhuddlan en Gales.

La  invasión normanda de Gales empezó poco después de la conquista de Inglaterra de Guillermo el Conquistador. Guillermo no tenía intención de invadir Gales, pero los ataques galeses encabezados por Gruffydd ap Llywelyn, unificador de Gales, contra los Normandos establecidos en Inglaterra antes de la invasión de 1066, acabaron forzando la decisión de Guillermo. Inicialmente (1067–1081), la invasión de Gales no fue emprendida con el mismo fervor y propósito que la invasión de Inglaterra. Sin embargo, a partir de 1081 la intensidad fue mucho mayor pero no les gustó demasiado lo que encontraron. Los normandos mostraron una «crueldad gratuita» (en palabras del historiador John Davies) que los galeses se negaron a tolerar, por lo que iniciaron una campaña de 20 años de guerra de guerrillas en los bosques. Para 1101 habían recuperado control de gran parte de su país durante el largo reinado de Gruffudd ap Cynan, que había permanecido encarcelado durante doce años en cárceles normandas antes de poder huir. Gruffydd tuvo la ayuda indirecta del rey Magnus III de Noruega (Magnus Pies descalzos) que lanzó ataques sobre Anglesey en el noroeste de Gales cerca de Ynys Seiriol, asesinando a Hugo de Montgomery, conde de Shrewsbury y dejando a los normandos agotados y desmoralizados. Magnus prosiguió su avance conquistando las Orkney, las Hébridas, y la Isla de Man, situadas al norte de Gales y al oeste y del norte de Escocia e Inglaterra, en 1098.
Bajo el gobierno del cuarto hijo de Guillermo, el rey Enrique I de Inglaterra, los normandos, ahora bien establecidos en Inglaterra, respondieron presionando hacia el oeste ya dentro de Gales. Esta vez, tanto galeses como normandos estaban más interesados en hacer la paz que en pelear, y finalmente se alcanzó una situación de relativa estabilidad, aunque los normandos lo tuvieron más complicado en el sureste que en el oeste del país. El enfrentamiento continuó a partir de 1135 a 1154 bajo Esteban, sobrino de Enrique y nieto por línea materna de Guillermo, que se embarcó en una lucha por el poder con la Emperatriz Matilda, hija de Enrique y único superviviente como hija legítima.

## Ataques galeses a Inglaterra
A mediados del siglo XI, el país de Gales había sido unido por el Príncipe de Gwynedd, Gruffydd ap Llywelyn. Gruffudd entró en Inglaterra, incendiando Hereford, copando a las patrullas de frontera, y demostrando la incapacidad inglesa para responder a las incursiones galesas. Tras unificar Gales y derrotar a Mercia y otros condados ingleses, Gruffydd fue traicionado por sus propios hombres, que lo asesinaron en 1063, enviado su cabeza a Eduardo el Confesor a cambio de la redivision de Gales en sus reinos tradicionales. Durante este tiempo, Harold Godwinson llevó a cabo una campaña de ataques que debilitaron Gales. Esto creó un vacío de poder por el que príncipes y los reyes se pelearon por el territorio, sin la presencia unificadora de Gruffudd para proteger de ataques normados.

## Primeras batallas
A los normandos les llevó algún tiempo reunir fuerzas suficientes para enfrentarse a los galeses, ya que estaban más preocupados por las consecuencias de Hastings en Inglaterra y Normandía. Además, conquistar Gales no era el objetivo principal de Guillermo; él había venido a tomar posesión de Inglaterra, que consideraba su herencia por derecho de nacimiento, lo que implicaba asumir las responsabilidades de Eduardo como rey, incluyendo sus relaciones con el Gales y Escocia. Sin embargo, el país de Gales había comenzado a forzar la cuestión, al apoyar a los sajones ingleses contra los Normandos.[cita requerida]

## La respuesta de Guillermo
En respuesta a los avances galeses, Guillermo creó una serie de condados en las tierras de la frontera, concretamente en Chester, bajo Hugh d'Avranches; Shrewsbury, bajo Roger de Montgomerie; y Hereford, bajo William FitzOsbern. Otorgó grandes poderes a los condados, concediéndoles el control de la tierra y poblaciones circundantes. En estas concesiones puede haber estado implícito que debían atacar Gales, como así hicieron, comenzando por el sudeste, donde habían comenzado muchas de las rebeliones contra Inglaterra. A la muerte de FitzOsbern en 1071, se había edificado un castillo había sido establecida en la desembocadura del Wye, que fue utilizado como base para la expansión normanda hacia el oeste, levantándose un nuevo castillo en Caerleon en 1086 y anexionándose Gwent. Sin embargo, los ataques en el sureste de Gales «fracasaron malamente cuando el hijo del conde de Hereford, Roger de Breteuil, había perdido sus propiedades por traición en 1075 e implicó a algunos de sus vasallos en la frontera galesa en su caída». No obstante, la presión normanda se mantuvo.

## Relaciones con Enrique I
Estos movimientos continuaron bien entrado el siglo XII, durante el reinado de Enrique I. A principios del siglo XII se vivió un periodo de relativa paz, aunque la influencia galesa en Gales era considerable. La única expedición real Gales data de 1114, cuándo " puso en movimiento tres ejércitos separados para copar al anciano príncipe de Gwynedd". El príncipe, Gruffudd ap Cynan, aun así, vio mejor hacer las paces con el rey en lugar de enzarzase en guerra abierta u hostilidades. Durante el periodo, Enrique ejerció un gran control sobre Gales, construyendo nuevos castillos y situando a nuevos señores en el poder. A su muerte, nuevas revueltas estallaron en varias partes de Gales. Los normandos se vieron obligados a retirarse de muchos de los territorios, de manera más sorprendente en Deheubarth, dónde, según R.R. Davies, "los normandos habían hecho sus avances más llamativos en la generación anterior". El periodo vio un cambio de papeles en la suerte de ambos bandos, con luchas internas entre los normandos, el mismo tipo de conflictos que habían causado el relativo fracaso de los galeses el siglo anterior.

## Enrique II y Gales
En 1157, Enrique II de Inglaterra, hijo de Matilde lideró su primera expedición en suelo galés que se saldó con una gran y humillante derrota en la Batalla de Ewloe en Coleshill / Mixtas Eulo, donde Enrique estuvo a punto de perder la vida y se vio obligado a huir. Nuevamente se movió contra sus adversarios en 1163 y consiguió que los dos príncipes galeses más poderosos, Rhys ap Gruffydd y Owain Gwynedd, le rindieran una vaga forma de homenaje, junto con el rey de Escocia. Este fue el catalizador para la revuelta en el país de Gales; Enrique II se encontró con una derrota humillante en 1165 en la Batalla de Crogen cerca de los Montes Berwyn. Enrique nunca pudo invadir exitosamente Gales y se vio obligado a buscar un compromiso con Rhys ap Gruffydd para controlar del sur del país.